# 高橋元種
高橋 元種（たかはし もとたね）は、安土桃山時代から江戸時代初期にかけての武将・大名。日向国縣藩主。

## 生涯
元亀2年（1571年）、筑前の戦国大名・秋月種実の次男として生まれる。天正6年（1578年）に高橋鑑種の養子となる。天正15年（1587年）、豊臣秀吉の九州征伐で降伏し、日向国縣（延岡）に5万3,000石を与えられた。
慶長5年（1600年）の関ヶ原の戦いでは兄の秋月種長と行動を共にして大垣城に籠城した。9月15日の本戦で西軍が敗れると水野勝成の勧めで東軍に内応した種長に従った。そして同じく籠城していた相良頼房を誘って、熊谷直盛、垣見一直、木村由信・木村豊統父子らを城中で殺害、23日には大垣城守将の福原長堯を降伏させ、徳川家康から所領を安堵された。その後、縣城築城などを行なって藩政の基礎を固めることに尽力している。
しかし慶長18年（1613年）10月24日、幕命により改易となった。理由は富田信高と坂崎直盛の対立に巻き込まれ、このときに直盛の甥・坂崎左衛門（宇喜多左門、水間勘兵衛）が出奔したのを匿ったためとされている。元種の身柄は長男の左京と共に陸奥棚倉藩主立花宗茂にお預けの処分となった。後、慶長18年（1613年）12月 - 同19年（1614年）7月の間、縣藩は幕府預かりとなり、幕府上使の豊後臼杵藩稲葉家と肥後人吉藩相良家の管理下に置かれた。
慶長19年（1614年）10月9日、棚倉で死去した。享年44。

## 経歴
- 天正15年（1587年） 8月5日 豊臣秀吉、日向国に大名を再配置し、元種には土持院300町など1,787町を宛行う。
- 天正15年（1587年）11月 豊前国香春岳城（福岡県香春町）より元種が縣松尾城へ入る。
- 天正19年（1591年） 9月27日 中山城に拠る三田井親武を家老甲斐宗摂の協力を得て征服、高千穂地方の支配完了。続いて、岩戸大野原亀山城、河内鬼頭山城を落城させる。
- 文禄元年（1592年）4月17日、 文禄の役に毛利吉成指揮下の第四軍（1万4,000人）として慶尚道金海に上陸。
- 5月７日、島津義弘(1万人）、元種(625人)以下日向の諸領主「ひうか衆(日向衆)」計2,000名が漢城まで侵入。
- 文禄3年（1594年） 石田三成、日向・大隅・薩摩を検地。高橋元種領、5万3,000石となる。
- 慶長3年（1598年）慶長の役に参戦。延岡兵600名など、日向国全体では兵200名、黒田長政指揮下の第三軍（三番備え、1万人）に編成。
- 慶長5年（1600年）9月 関ヶ原の戦いに西軍に属して参戦するも、大垣城守備時、東軍に寝返り本領安堵となる。
- 慶長6年（1601年）縣城（現在の延岡城）建設に着工、慶長8年（1603年）秋に完成、更に縣城下町建設に着手する。

元種は城下町づくりに着手した「城下町縣（延岡）」の創設者であり、現在にいたる延岡の町の原形がこの時に作られた（詳細は延岡城参照）。
- 慶長14年（1609年）8月 領内に潜伏していた猪熊教利を捕縛し、京に護送（猪熊事件）。

## 系譜
- 父：秋月種実（1548?-1596）
- 母：田原親宏長女
- 養父：高橋鑑種（1529?-1579）
- 正室：宇喜多忠家の娘
- 生母不明の子女
  - 長男：高橋一斎（?-1684） - 左京（後に一斎）、初め棚倉藩立花家、次いで陸奥二本松藩丹羽家に仕え、子孫も代々丹羽家に仕える。貞享元年（1684年）5月23日、82歳にて没。墓所は真言宗摩尼寳山遍照寺、法名は萬休宗誾大居士。
  - 次男：高橋種直（1607-?） - 長吉、七郎右衛門、留守家老花田備後守行栄と土師七左衛門経次と共に薩摩島津家に身を寄せて家臣となり、後の鹿児島高橋家の祖となる。
  - 女子：かね - 本多内蔵介室、おかねは立花宗茂旗本の本多内蔵介に嫁して2子をなし、離別の後、立花宗茂の養女となって家臣矢島重武（左馬助。矢島重成次男）に嫁いだ。